# Myrmecophilus parachilnus
Myrmecophilus parachilnus  (лат.) — вид мелких муравьиных сверчков из рода муравьелюбы. Эндемик Австралии.

## Описание
Мелкие муравьиные сверчки, длина тела 2,29—2,48 мм (церки имеют длину 0,98 мм), коричневого цвета. Задние голени с 6 шпорами на внутреннем крае, из которых три — апикальные. Обнаружены в гнёздах муравьёв рода Myrmecia. Вид относят к подроду Myrmophilina Silvestri, 1912.
- Myrmecophilus (Myrmophilina) parachilnus (Otte & Alexander, 1983)